# Чеди (царство)
Че́ди (санскр. चेदि) — древнеиндийское царство, упоминаемое в «Махабхарате» и Пуранах. В ранний период управлялось династией Пауравов, а затем — династией Ядавов. Позднее стало одной из Махаджанапад.
Царство Чеди располагалось на территории Бунделкханда в современном штате Мадхья-Прадеш — к югу от реки Ямуны и вдоль реки Бетва (Ветравати). Говорится, что столицей Чеди был город Суктимати.
Одним из правителей Чеди был Шишупала, союзник правителя царства Магадха Джарасандхи и Дурьодханы. Шишупала был врагом Кришны и был убит им во время жертвоприношения раджасуя, устроенного Юдхиштхирой. Родом из царства Чеди были также упоминаемые в «Махабхарате» Дамагхоша, Дхриштакету и его сыновья, Сукету, Сарабха, жена Накулы Каренумати, жена Бхимы.

## Другое месторасположение
Согласно этнографу С. К. Буличу, царство располагалось на западном берегу Индии, к югу от полуострова Гуджарата в области Саураштра (где ныне город Сурат) . В нём, по индийским легендам, пребывал Кришна, сначала в качестве беглеца, а затем победителя. По повелению Индры, царём страны Чеди стал бог-дэва (полубог) Упаричара из рода Васу. Столицей был город Суктимати (Шуктимати), а из царей известны Дама-гхоша и Шишу-пала, враг Кришны.